# Натрколынгъя
Натрколынгъя (устар. Натр-Колынг-Я) — река в России, протекает по Берёзовскому району Ханты-Мансийского автономного округа. Длина реки составляет 25 км.
Начинается на западной окраине крупного болота Уринэквапитингсав-Янкалма, далее течёт на запад через сосновый и сосново-березовый лес мимо болота Хулимталяхянкалма. Устье реки находится в 512 км по правому берегу реки Северная Сосьва у посёлка Хулимсунт на высоте около 21 метра над уровнем моря.
Ширина реки вблизи устья — 25 метров, глубина — 1,5 метра.

## Притоки
Объекты перечислены по порядку от устья к истоку.
- 3 км: Нальтколъя[3] (лв)
- 8 км: Натымъэквая[3] (пр)
- Тангрхунсынъя[3] (пр)

## Данные водного реестра
По данным государственного водного реестра России относится к Нижнеобскому бассейновому округу, водохозяйственный участок реки — Северная Сосьва, речной подбассейн реки — Северная Сосьва. Речной бассейн реки — (Нижняя) Обь от впадения Иртыша.
Код объекта в государственном водном реестре — 15020200112115300024970.